# Boxeuropameisterschaften 1993
Die 30. Herren-Boxeuropameisterschaften der Amateure 1993 wurden vom 6. bis zum 12. September 1993 in der türkischen Stadt Bursa ausgetragen. Dabei wurden 48 Medaillen in zwölf Gewichtsklassen vergeben. Es nahmen 197 Sportler aus 32 Staaten teil.

## Ergebnisse
| Klasse                          | Gold                            | Silber                       | Bronze                                                     |
| Halbfliegengewicht (bis 48 kg)  | Daniel Petrow Bulgarien         | Pál Lakatos Ungarn           | Mikko Mantere Finnland Eduard Gaifullin Russland           |
| Fliegengewicht (bis 51 kg)      | Rövşən Hüseynov Aserbaidschan   | Rico Kubat Deutschland       | Vladislav Nyman Israel Kadir Yıldırım Türkei               |
| Bantamgewicht (bis 54 kg)       | Raimkul Malachbekow Russland    | Robert Ciba Polen            | István Kovács Ungarn Claudiu Cristache Rumänien            |
| Federgewicht (bis 57 kg)        | Serafim Todorow Bulgarien       | Ramaz Paliani Georgien       | Wjatscheslaw Wlassow Russland Paul Griffin Irland          |
| Leichtgewicht (bis 60 kg)       | Jacek Bielski Polen             | Tibor Rafael Tschechien      | Paata Gwasalia Georgien Mechak Ghasarjan Armenien          |
| Halbweltergewicht (bis 63,5 kg) | Nurhan Süleymanoğlu Türkei      | Oktay Urkal Deutschland      | Leonard Doroftei Rumänien Armen Geworgjan Armenien         |
| Weltergewicht (bis 67 kg)       | Vitalijus Karpačiauskas Litauen | Kenan Öner Türkei            | Andreas Otto Deutschland Michail Sawitscheu Weißrussland   |
| Halbmittelgewicht (bis 71 kg)   | Francisc Vaștag Rumänien        | Orhan Delibaş Niederlande    | Pavel Polakovič Tschechien Bert Schenk Deutschland         |
| Mittelgewicht (bis 75 kg)       | Dirk Eigenbrodt Deutschland     | Alexander Lebsjak Russland   | Akın Kuloğlu Türkei Oleksandr Dawydenko Ukraine            |
| Halbschwergewicht (bis 81 kg)   | Igor Kschinin Russland          | Sinan Şamil Sam Türkei       | Sven Ottke Deutschland Rostyslaw Saulytschnyj Ukraine      |
| Schwergewicht (bis 91 kg)       | Giorgi Kandelaki Georgien       | Don Diego Poeder Niederlande | Danny Williams England Georgios Stefanopoulos Griechenland |
| Superschwergewicht (über 91 kg) | Swilen Rusinow Bulgarien        | Zurab Sarsania Georgien      | Mika Kihlström Finnland Kevin McCormack Wales              |

## Medaillenspiegel
| Rang | Land          | Gold | Silber | Bronze | Gesamt |
| ---- | ------------- | ---- | ------ | ------ | ------ |
| 1    | Bulgarien     | 3    | 0      | 0      | 3      |
| 2    | Russland      | 2    | 1      | 2      | 5      |
| 3    | Deutschland   | 1    | 2      | 3      | 6      |
| 4    | Türkei        | 1    | 2      | 2      | 5      |
| 5    | Georgien      | 1    | 2      | 1      | 4      |
| 6    | Polen         | 1    | 1      | 0      | 2      |
| 7    | Rumänien      | 1    | 0      | 2      | 3      |
| 8    | Aserbaidschan | 1    | 0      | 0      | 1      |
| 8    | Litauen       | 1    | 0      | 0      | 1      |
| 10   | Niederlande   | 0    | 2      | 0      | 2      |
| 11   | Ungarn        | 0    | 1      | 1      | 2      |
| 12   | Tschechien    | 0    | 1      | 0      | 1      |
| 13   | Armenien      | 0    | 0      | 2      | 2      |
| 13   | Finnland      | 0    | 0      | 2      | 2      |
| 13   | Ukraine       | 0    | 0      | 2      | 2      |
| 16   | Belarus       | 0    | 0      | 1      | 1      |
| 16   | England       | 0    | 0      | 1      | 1      |
| 16   | Griechenland  | 0    | 0      | 1      | 1      |
| 16   | Israel        | 0    | 0      | 1      | 1      |
| 16   | Irland        | 0    | 0      | 1      | 1      |
| 16   | Wales         | 0    | 0      | 1      | 1      |
|      | Gesamt        | 12   | 12     | 24     | 48     |